# São Cosme (Gondomar)
São Cosme is een plaats (freguesia) in de Portugese gemeente Gondomar en telt 25 717 inwoners (2001).